# The Sims Kertvárosi Krónikák
A The Sims Kertvárosi Krónikák (eredeti cím: The Sims Life Stories) egy videójáték, a The Sims Stories laptopra optimalizált termékcsalád első része, mely függetlenül játszható a The Sims-től és a The Sims 2-től (tehát nem kiegészítőről van szó, amihez kell az alapjáték). Játék közben akár e-mailezhetünk, vagy cseveghetünk barátainkkal. Magyarországon 2007. február 7-én jelent meg.

## ,,Az ő életük, de a Te történeted!"
Az új „Történet mód”-ban egy szerelmi történetet kell a játékosnak végigjátszania. Simjeink egy kisvárosi közösségben élik mindennapjaikat, mulatságos és romantikus fordulatokkal, tizenkét fejezeten keresztül. A szereplőket kalandjáték-szerűen kell végigvezetnünk a történeten, ahol tehát a következmények a játékos döntéseitől függnek.
A nyílt végű „Klasszikus mód”-ban saját simeket hozhatunk létre, és irányíthatjuk életüket.